# Jakubčovice nad Odrou
Jakubčovice nad Odrou är en ort i Tjeckien. Den ligger i den östra delen av landet, 250 km öster om huvudstaden Prag. Jakubčovice nad Odrou ligger 317 meter över havet och antalet invånare är 671.
Terrängen runt Jakubčovice nad Odrou är kuperad österut, men västerut är den platt. Jakubčovice nad Odrou ligger nere i en dal. Runt Jakubčovice nad Odrou är det ganska tätbefolkat, med 78 invånare per kvadratkilometer. Närmaste större samhälle är Nový Jičín, 19,5 km sydost om Jakubčovice nad Odrou. Trakten runt Jakubčovice nad Odrou består till största delen av jordbruksmark.